# Eggolsheim

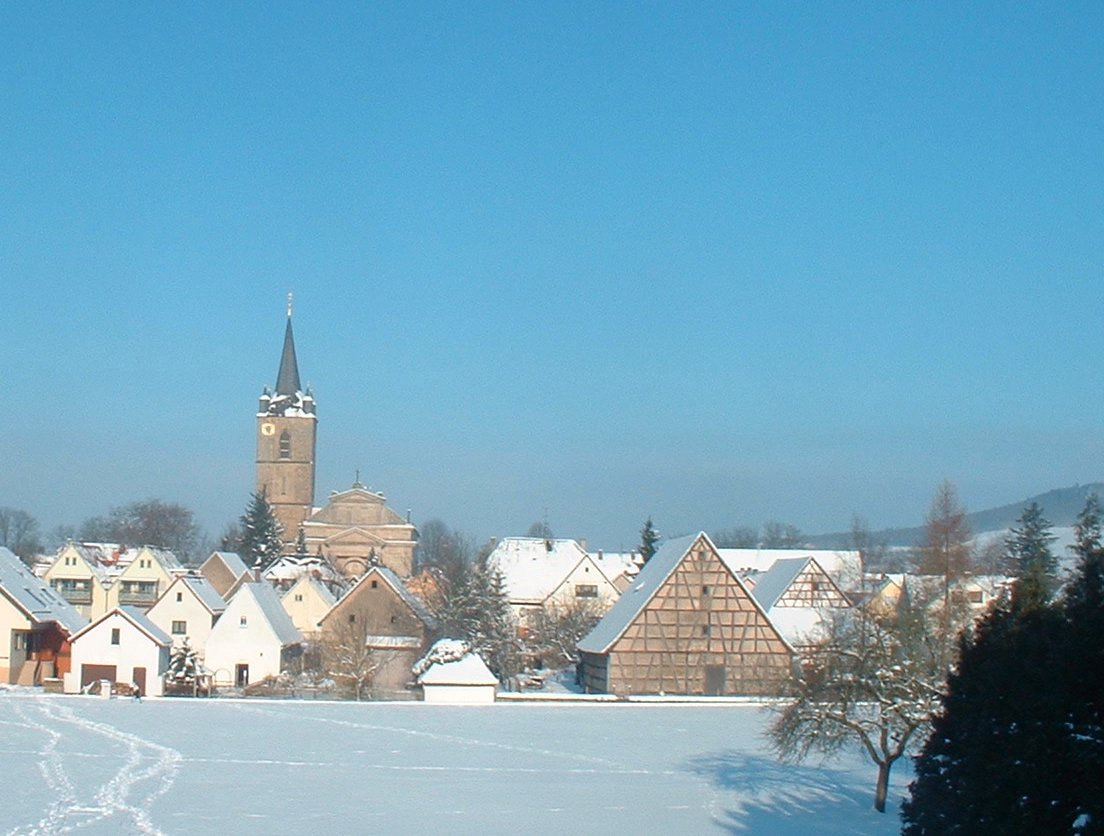
Eggolsheim, gut zu erkennen ist die katholische Pfarrkirche St. Martin (2007).

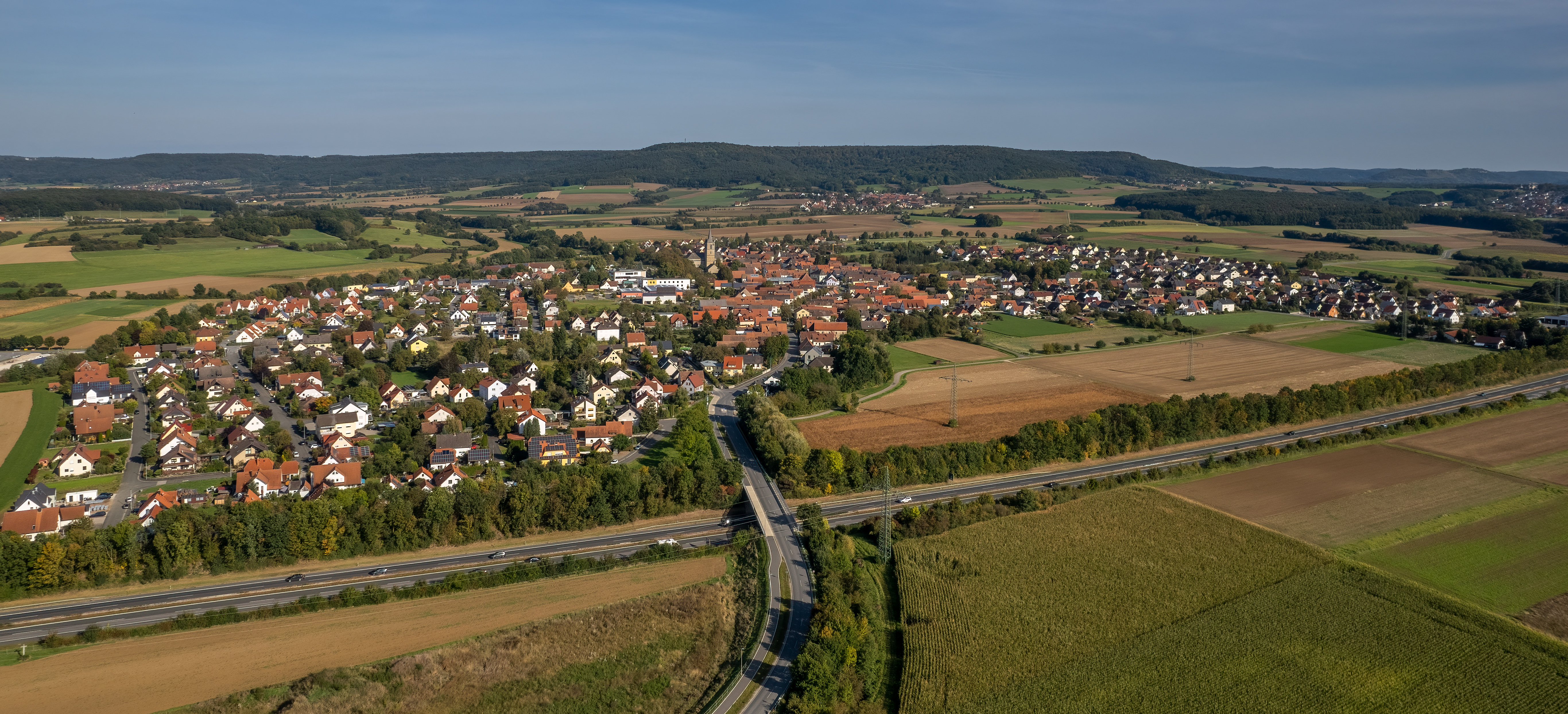
Eggolsheim, Luftbild 2021

Eggolsheim ist ein Markt im oberfränkischen Landkreis Forchheim und liegt am Westrand der Fränkischen Schweiz im Regnitztal.

## Geografie

### Geografische Lage
Die Gemeinde liegt östlich der historischen Nord-Süd-Verbindung von Main und Donau, des Ludwig-Donau-Main-Kanals, des Vorläufers des heutigen Main-Donau-Kanals. Der Markt grenzt im Norden an den Landkreis Bamberg und im Süden an die Große Kreisstadt Forchheim.

### Nachbargemeinden
Angrenzende Gemeinden sind:
| Buttenheim (Landkreis Bamberg) | Heiligenstadt in Oberfranken (Landkreis Bamberg) | Unterleinleiter |
| Altendorf (Landkreis Bamberg)  | Kompassrose, die auf Nachbargemeinden zeigt      | Ebermannstadt   |
| Hallerndorf                    | Forchheim (Große Kreisstadt)                     | Weilersbach     |

### Gemeindegliederung
Die Gemeinde Eggolsheim hat 13 Gemeindeteile (in Klammern ist der Siedlungstyp angegeben):
- Bammersdorf (Dorf)
- Drosendorf am Eggerbach (Pfarrdorf)
- Drügendorf (Pfarrdorf)
- Eggolsheim (Hauptort)
- Götzendorf (Dorf)
- Jägersburg (Altersheim)
- Kauernhofen (Dorf)
- Neuses an der Regnitz (Dorf)
- Rettern (Dorf)
- Schirnaidel (Kirchdorf)
- Tiefenstürmig (Kirchdorf)
- Unterstürmig (Dorf)
- Weigelshofen (Dorf)

Es gibt die Gemarkungen Bammersdorf, Drosendorf a.Eggerbach, Drügendorf, Eggolsheim, Götzendorf, Kauernhofen, Neuses a.d.Regnitz, Rettern, Tiefenstürmig, Unterstürmig und Weigelshofen.

## Geschichte

### Urnenfelderzeit
Grabfunde belegen eine Siedlungsgeschichte bis in die Urnenfelderzeit um 1200 vor Christus. Ein Adelsgrab aus dieser Epoche wurde im Jahr 1982 ergraben. Es enthielt reiche Grabbeigaben, etwa ein zerbrochenes Bronzeschwert, ein Messer und eine Gewandnadel. Die Grabmulde war mit Steinplatten ausgekleidet. Über dem Grab befand sich ein Erdhügel von 23 Metern Durchmesser und vermutlich ursprünglich 6 Metern Höhe. Der Bestattete war etwa 40 Jahre alt geworden. Er muss mit der damaligen Siedlung auf der Ehrenbürg in Kontakt gestanden haben, was durch die metallurgisch nachgewiesene Zusammensetzung von Nieten seines Schwertgehänges belegt ist. Diese ist mit Bronzeresten identisch, die auf der Ehrenbürg gefunden wurden.

### Latènezeit

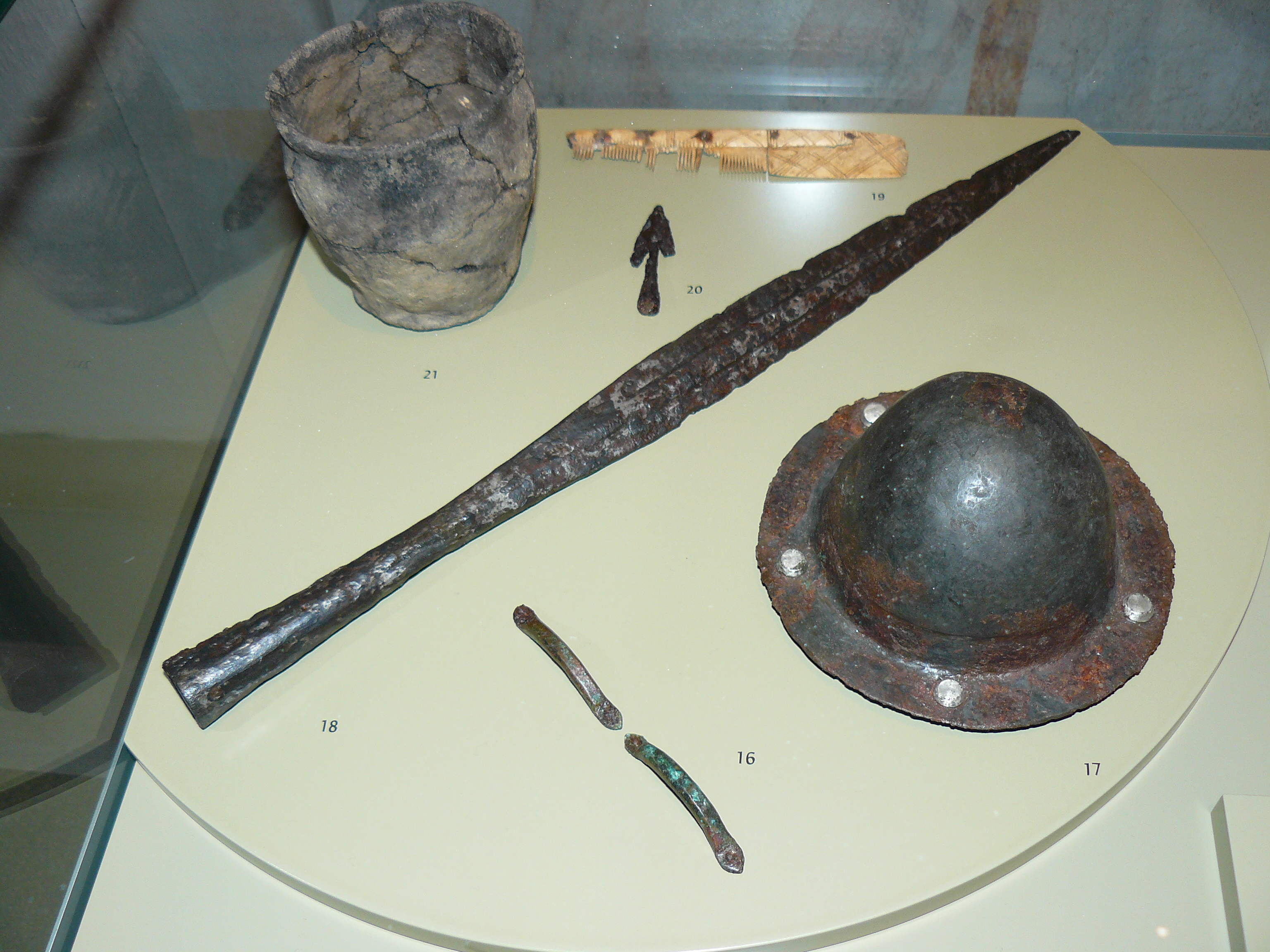
Grabbeigaben aus zwei Eggolsheimer Reihengräbern des 7. Jahrhunderts, ausgestellt im Archäologiemuseum Oberfranken in Forchheim

Seit dem ersten vorchristlichen Jahrhundert (Latènezeit) wanderten Germanen in die bis dahin von Kelten besiedelten Gebiete ein. Germanische Siedlungsfunde in Eggolsheim sind bereits aus der Zeit vor Christi Geburt bekannt.

### Mittelalter
Grabbeigaben der Merowingerzeit wurden im Gebiet Eggolsheim-Neuses ausgegraben. Dazu gehören ein Schildbuckel, eine Lanzenspitze, die Bruchstücke einer Sax-Aufhängung und ein Messer. Diese Ausrüstungsgegenstände sind vermutlich dem späten 7. Jahrhundert, zumindest aber der späten Merowingerzeit zuzuordnen. Daneben gab es weitere Funde, etwa eine Goldfibel aus der Merowingerzeit um 600 nach Christus. Auch aus der anschließenden karolingischen und ottonischen Zeit ist in Eggolsheim ein relativ großes Reihengräberfeld bezeugt. Eine frühmittelalterliche Wehranlage (Ringwall Schießberg) befand sich auf dem Schießberg bei Unterstürmig zwischen Eggolsheim und Buttenheim.

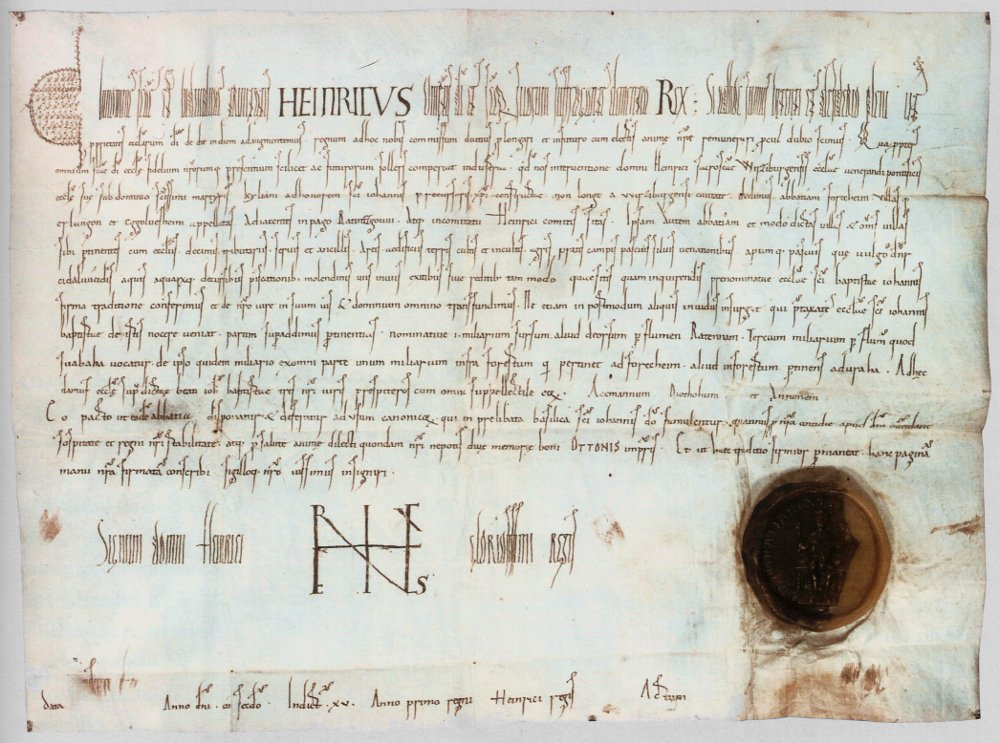
Urkunde des Kaisers Heinrich II. aus dem Jahr 1002 mit der ersten Erwähnung Eggolsheims (fünfte Zeile, drittes Wort: „Eggoluesheim“)

Die ältesten Erwähnungen des Ortes stammen aus Schenkungsurkunden der Jahre 750 bis 802. Im Jahr 1002 wurde Eggolsheim als „Eggoluesheim“ in einer Urkunde König Heinrichs II. genannt, als es mit dem Forchheimer Kirchengut gemeinsam mit Erlangen („Erlangon“) dem neu gegründeten Stift Haug bei Würzburg übertragen wurde. Als Markt wurde Eggolsheim erstmals im Jahr 1343 erwähnt.

### Neuzeit
Der Markt gehörte bis zur Säkularisation 1803 zum Hochstift Bamberg, das ab 1500 im Fränkischen Reichskreis lag. Seitdem ist der fränkische Ort Teil des Landes Bayern.

### Eingemeindungen
Im Zuge der Gemeindegebietsreform wurden am 1. Juli 1972 die damals selbstständigen Gemeinden Bammersdorf, Drosendorf am Eggerbach, Eggolsheim, Kauernhofen, Neuses an der Regnitz, Rettern, Unterstürmig und Weigelshofen zur neuen Gemeinde Eggolsheim zusammengeschlossen. Am 1. Mai 1978 kamen Drügendorf, Götzendorf und Tiefenstürmig hinzu.

### Sehenswürdigkeiten
Bekannte Sehenswürdigkeiten sind:

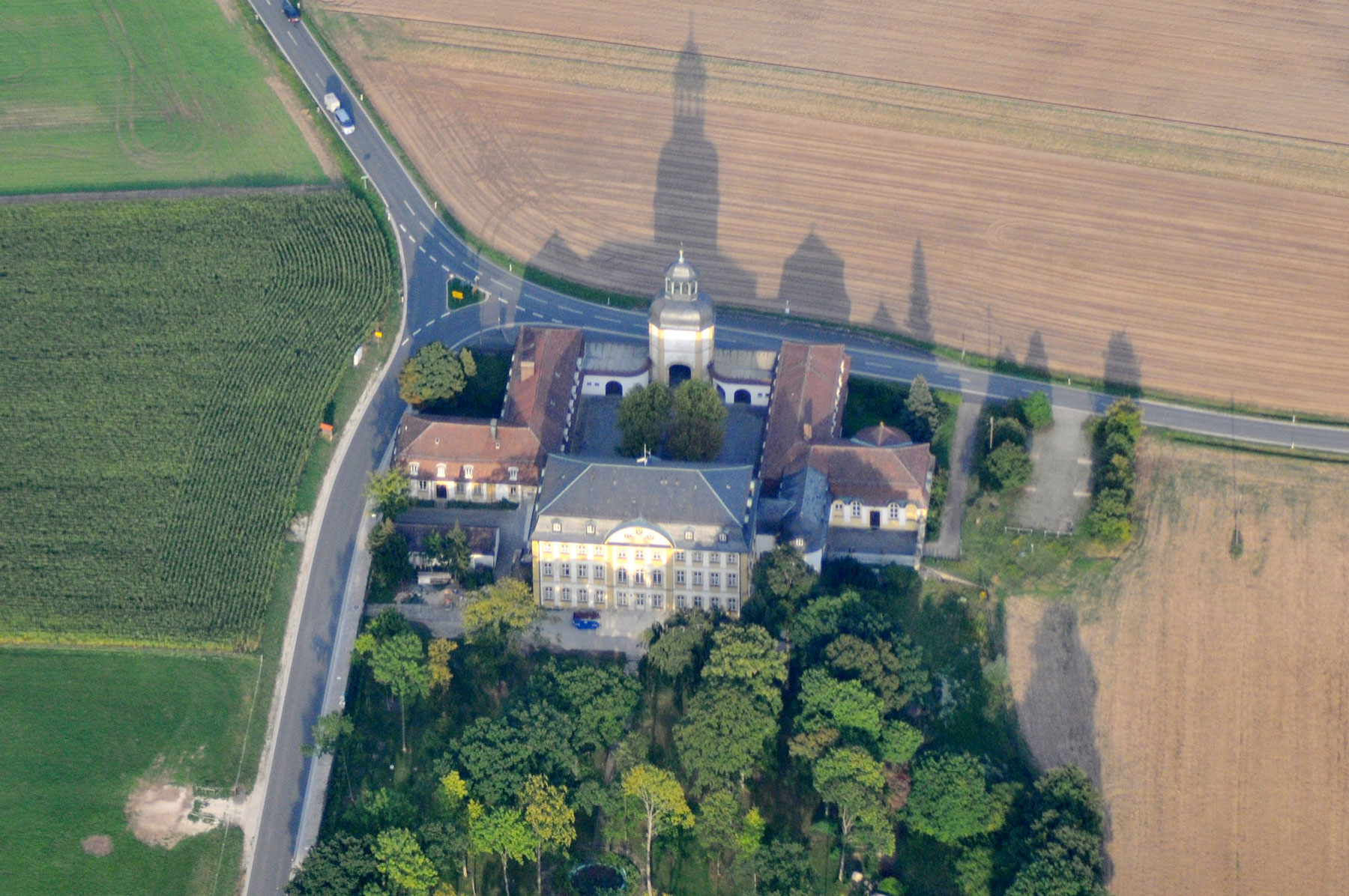
Schloss Jägersburg, Luftaufnahme 2013

- die von 1827 bis 1844 von Franz Joseph Schirlinger erbaute Pfarrkirche St. Martin mit einem gotischen Turm von 1305, einem für Landkirchen der Region sehr ungewöhnlichen Portal von Leo von Klenze und Deckengemälden von Kaspar Schleibner
- die Jägersburg, ein barockes Jagdschloss der Bamberger Fürstbischöfe

### Ortsname
Der Ortsname wandelte sich von Eggoluesheim (1002) über Eggolvesheim (1017), Ekkolczheim (1326 bis 1328), Eckoltzheim (1385) und Eckolshaim prope (bei) Bamberg, bis er 1747 erstmals Eggolsheim, aber auch Eggoldsheim, Eckoldsheim ol. (einst), Eckoldishemum und Eggoldesheime geschrieben wurde.
Das Grundwort ist das althochdeutsche -heim (oder -haim) als Kurzform von heima für Wohnung, Behausung, Heimstatt oder Aufenthaltsort. Das Bestimmungswort im Ortsnamen ist der männliche Personenname Egolf, der sich von den im 6. bis zum Ende des 8. Jahrhunderts in Süddeutschland herrschenden Agilolfingern und damit vom Namen des Suebenfürsten Agilulf ableitet.

## Politik

### Bürgermeister
Erster Bürgermeister ist seit 1996 Claus Schwarzmann (BB/OEB/AS). Er folgte auf Josef Eismann (CSU), der seit 1970 Bürgermeister war.

### Marktgemeinderat
|                                                           | 2002  | 2008  | 2014  | 2020  |
| --------------------------------------------------------- | ----- | ----- | ----- | ----- |
| CSU                                                       | 5     | 5     | 5     | 4     |
| SPD/Unabhängige Wähler (UW)                               | 1     | 1     | 0     | n. k. |
| Bürgerbund (BB)                                           | 3     | 3     | 4     | 3     |
| Freie Wähler (FW)                                         | 2     | 2     | 2     | 2     |
| Oberer Eggerbachbund (OEB)                                | 3     | 2     | 2     | 3     |
| Bammersdorfer Bürgergemeinschaft (BBG)                    | 2     | 2     | 2     | 2     |
| Junge Bürger (JB)                                         | 1     | 2     | 1     | 2     |
| Wählergruppe Neuses/Bahnhofsiedlung Eggolsheim (WG-NBE)   | 1     | 2     | 1     | 1     |
| Wählergruppe Eggolsheim-Unterstürmig-Kauernhofen (WG-EUK) | 1     | 1     | 1     | 1     |
| Aktive Senioren (AS)                                      | n. k. | n. k. | 1     | 1     |
| Junge Marktgemeinde (JM)                                  | n. k. | n. k. | 1     | n. k. |
| Freie Wählergruppe der Außenorte                          | 1     | n. k. | n. k. | n. k. |
| Grüne                                                     | n. k. | n. k. | n. k. | 1     |
| Summe                                                     | 20    | 20    | 20    | 20    |

### Bundestag, Landtag, Bezirkstag und Kreistag
Eggolsheim gehört bei Bundestagswahlen zum Wahlkreis Bamberg (Wahlkreis 236), der neben dem Westteil des Landkreises Forchheim noch die Stadt Bamberg sowie den Süden des Landkreises Bamberg umfasst. Bei der Wahl 2013  ist Thomas Silberhorn (CSU) direkt gewählter Abgeordneter.
Für die Landtagswahlen umfasst der Stimmkreis Forchheim (Stimmkreis 405), in dem Eggolsheim liegt, den Landkreis Forchheim. Bei der letzten Wahl 2013 direkt gewählter Abgeordneter ist Michael Hofmann (CSU).
Der Stimmkreis für den Bezirkstag von Oberfranken ist mit dem Landtagsstimmkreis identisch, die Wahl findet gleichzeitig statt. Direkt gewählter Abgeordneter ist Franz Stumpf (CSU).
Auch im Kreistag des Landkreises Forchheim (letzte Wahl 2014) ist Eggolsheim regelmäßig mit Abgeordneten vertreten.

### Wappen
| | Blasonierung: „In Rot auf silbernem Boden der dreiseitige Chor einer silbernen Kirche mit offenen Toren, beiderseits ein schlanker gemauerter Turm mit Spitzdach; auf dem Chor und den Türmen goldene Kreuze.“ |
| Wappenbegründung: Bereits um 1380 trug das Ortssiegel von Eggolsheim die Kirche und Türme, erste Drucke sind seit 1422 vorhanden. Das älteste Wappensiegel eines Dorfes im heutigen Bayern ist das Dorfsiegel von Eggolsheim. Das zweite Siegel seit Anfang des 16. Jahrhunderts stellt als zentralen Bau den dreiseitigen Chor des Bamberger Doms dar. Die Bamberger Vasallentafel (1603) zeigt eine Kirche mit nur einem Turm. Rot und Weiß (im Wappen Silber) sind die Farben des Erzbistums Bamberg. Das Wappen der Gemeinde wurde am 1. Februar 1973 von der Regierung Oberfranken verliehen. | |

### Partnerschaften
Unter dem Motto „Wir sind Partner in Europa“ pflegen die drei Gemeinden Eggolsheim, Cavedine (Italien) und Jászszentlászló (Ungarn)  partnerschaftliche Beziehungen. Dabei findet u. a. Jugendaustausch statt.

## Wirtschaft und Infrastruktur

### Unternehmen
Im Bereich des Marktes gibt es über 300.000 Quadratmeter Industrie- und Gewerbeflächen.
Im Markt Eggolsheim gibt es die Brauereien Först in Drügendorf und Pfister' in Weigelshofen, die für ihre Biere nur Zutaten aus ökologischer Landwirtschaft verwendet. Die Brauerei Schwarzes Kreuz in Eggolsheim wurde 2012 stillgelegt.
Der Gemeindeteil Bammersdorf ist Sitz des Dörfler-Verlags.

### Verkehr

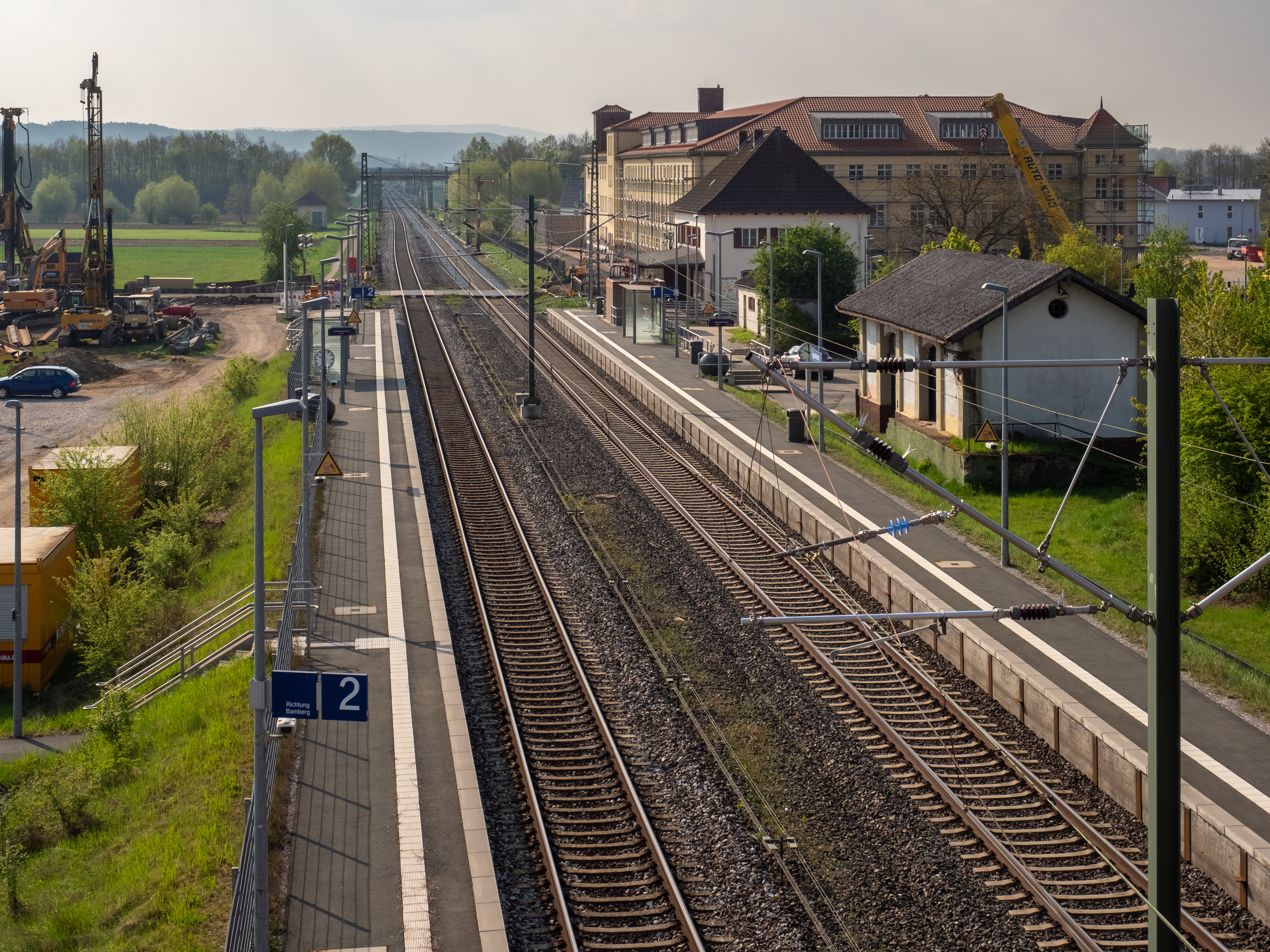
Der Bahnhof Eggolsheim

Die Gemeinde liegt in unmittelbarer Nähe der Bundesautobahn 73 Nürnberg–Bamberg (Ausfahrt Forchheim–Nord).
Der Bahnhof Eggolsheim befindet sich im Ortsteil Neuses und liegt an der Bahnstrecke Nürnberg–Bamberg im Verkehrsverbund Großraum Nürnberg (VGN). Er wird stündlich von S-Bahnen der S1 (Bamberg–Nürnberg–Hartmannshof) der S-Bahn Nürnberg sowie mehrmals täglich von Zügen der Agilis-Linie Ebern–Bamberg–Forchheim–Ebermannstadt (Bahnstrecken Breitengüßbach–Maroldsweisach und Forchheim–Behringersmühle) bedient.
Im Gemeindegebiet von Eggolsheim liegen am Main-Donau-Kanal zwei Betriebs-Länden und der ehemalige Ölhafen Eggolsheim.

### Medien
Eggolsheim liegt im Erscheinungsgebiet der Tageszeitungen Fränkischer Tag (Bamberg) und Nordbayerische Nachrichten (Regionalausgabe der Nürnberger Nachrichten). Alle zwei Wochen gibt es eine Ausgabe des Gemeindeblatts Unsere Gemeinde aktuell.

### Bildung und Schulen
Die Marktgemeinde ist Träger einer Kindertagesstätte in Bammersdorf mit je einer Gruppe in der Krippe und im Kindergarten.
In Eggolsheim befindet sich eine Grund- und Mittelschule.
Im Gemeindeteil Unterstürmig ist mit der Umweltstation Lias-Grube eine Informations- und Bildungsstätte für die regionale Umweltbildung eingerichtet.

## Persönlichkeiten

### In Eggolsheim geboren
- Georg Hartmann (1489–1564), Mathematiker und Instrumentenhersteller, Entdecker der Inklination des Erdmagnetfeldes
- Johannes Amon (1763–1825), Komponist und Musikverleger
- Cyprian Fröhlich (1853–1931), Kapuziner, Mitbegründer des Deutschen Caritasverbandes
- Georg Bezold (1899–1962), Politiker (SPD)
- Michael Arneth (1905–1995), römisch-katholischer Theologe

### Mit Eggolsheim verbunden
- Kurt Lindner (1877–1966), Unternehmer
- Kurt Lindner (1906–1987), Unternehmer und Jagdwissenschaftler
- Hans-Joachim Lindner (1910–1995), Unternehmer, Ehrenbürger 1980
- Albert Först (1926–2014), römisch-katholischer Bischof von Dourados
- Peter Eismann (* 1957), Politiker (CSU)
- Christine Maertin (* 1960), ehemalige Badmintonspielerin